# アウグスト・エベルハルト・ミュラー
アウグスト・エーベルハルト・ミュラー（August Eberhard Müller, 1767年12月13日 - 1817年12月3日）は、ドイツの作曲家、オルガニスト、合唱指揮者。

## 生涯
ミュラーはノルトハイムに生まれた。オルガニストだった父の教えを受け、彼が初めて公開演奏を行ったのは8歳の時だった。その後、ビュッケブルクでJ.C.F.バッハの薫陶を受けたミュラーは、1788年までこの町のウルリヒス教会（Ulrichskirche）のオルガニストを務める。1789年からはマクデブルクで合唱指揮者、教師、オルガニストとして働いた。
1792年にベルリンで出会ったヨハン・フリードリヒ・ライヒャルトの推薦を受け、ミュラーは1794年にライプツィヒの聖ニコラス教会（St. Nicholas Church）のオルガニストに就任する。1800年にヨハン・アダム・ヒラーの助手となり、1804年にヒラーが死去するとその跡を継いでトーマスカントルとなった。1810年、ミュラーはヴァイマルの公爵邸でカペルマイスターに任用されている。
ミュラーはJ.S.バッハの作品をレパートリーとしており、ウィーン古典派による音楽の普及にも貢献した。1801年、彼は初めてウィーン以外の都市でハイドンのオラトリオ『四季』を指揮している。作曲家としてはピアノのために2曲の協奏曲、14曲のソナタ、様々なカプリッチョやその他の作品を作曲している。また、フルートのために7曲の協奏曲、その他の管弦楽との協奏的作品、またフルートとピアノのための練習曲などを書いている。ミュラーの息子のテオドール・アマデウス・ミュラーはヴァイオリニストとなった。
ミュラーはヴァイマルに没した。

## 主要作品
- Anleitung zum genauen und richtigen Vortrage der Mozart´schen Clavierconcerte in Absicht richtiger Applicatur. Leipzig 1797
- モーツァルトのオペラ・セリア『皇帝ティートの慈悲』のピアノ編曲 ブライトコプフ・ウント・ヘルテル 1795年